# Anauon
Anauon – im Lateinischen Anabum; (altgriechisch Ἄναυον) – ist ein Ortsname, der in der Geographia des Claudius Ptolemaios als einer der im Osten der südlichen Germania magna und entlang der Donau liegenden Orte (πόλεις) mit 41° 55′ bzw. 41° 40′ Länge (ptolemäische Längengrade) und 47° 30′ Breite angegeben wird. Anauon folgt damit nach Ptolemaios als letzter Ort an der Donau im Osten nach Singone. Wegen des Alters der Quelle kann eine Existenz des Ortes um 150 nach Christus angenommen werden.
Bislang konnte der Ort nicht sicher lokalisiert werden. Ein interdisziplinäres Forscherteam um Andreas Kleineberg, das die Angaben von Ptolemaios neu untersuchte, lokalisiert zurzeit Anauon anhand der transformierten antiken Koordinaten beim heutigen Komárno (Komorn) im Nitriansky kraj (Neutraer Landschaftsverband) in der Südslowakei. Die Stadt liegt direkt an der Mündung der Waag in die Donau.